# Monte Pramaggiore
Il Monte Pramaggiore (2.478 m s.l.m) è una montagna delle Prealpi Carniche, la cui cima segna il confine tra la provincia di Udine (Carnia) e quella di Pordenone, all'interno del Parco naturale delle Dolomiti Friulane.